# Ablet Abdureshit
Ablet Abdureshit (tiếng Uyghur: ئابلەت ئابدۇرىشىت, tiếng Trung: 阿不來提·阿不都熱西提, phiên âm Hán Việt: A Bất Lai Đề · A Bất Đô Nhiệt Tây Đề; sinh tháng 3 năm 1942) là Chủ tịch Chính phủ nhân dân Khu tự trị Duy Ngô Nhĩ Tân Cương từ năm 1993 đến năm 2003. Sau đó, ông giữ chức Phó Chủ tịch Chính hiệp toàn quốc khóa X, XI.

## Tiểu sử
Ablet Abdureshit sinh tháng 3 năm 1942, người Y Ninh, Tân Cương. Ông tốt nghiệp chuyên ngành điện khí (nay là Đại học Tân Cương), trình độ học vấn đại học, kỹ sư cao cấp. Tháng 7 năm 1960, ông gia nhập Đảng Cộng sản Trung Quốc. Tháng 9 năm 1965, ông tham gia công tác, lần lượt đảm nhiệm các vị trí kỹ thuật viên, kỹ sư, Phó Viện trưởng Viện Thiết kế khảo sát kiến trúc Khu tự trị Duy Ngô Nhĩ Tân Cương giai đoạn từ năm 1965 đến năm 1983.
Năm 1983, ông được bổ nhiệm làm Phó Chủ nhiệm Ủy ban Kế hoạch Khu tự trị Duy Ngô Nhĩ Tân Cương. Năm 1991, ông được bổ nhiệm giữ chức Phó Chủ tịch Chính phủ nhân dân Khu tự trị Duy Ngô Nhĩ Tân Cương. Năm 1993, ông được bổ nhiệm làm Phó Bí thư Khu ủy Khu tự trị Duy Ngô Nhĩ Tân Cương, quyền Chủ tịch Chính phủ nhân dân Khu tự trị Duy Ngô Nhĩ Tân Cương. Ông được được bầu làm Chủ tịch Chính phủ nhân dân Khu tự trị Duy Ngô Nhĩ Tân Cương năm 1994 và đảm nhiệm vị trí này đến năm 2003. Từ tháng 1 đến tháng 5 năm 2003, ông giữ chức Chủ nhiệm Ủy ban Thường vụ Đại hội đại biểu nhân dân Khu tự trị Duy Ngô Nhĩ Tân Cương.
Ông được bầu làm Phó Chủ tịch Chính hiệp toàn quốc khóa X, nhiệm kỳ 2003-2008 vào tháng 3 năm 2003 và được bầu lại làm Phó Chủ tịch Chính hiệp toàn quốc khóa XI, nhiệm kỳ 2008-2013 vào tháng 3 năm 2008.
Ông là Ủy viên Ban Chấp hành Trung ương Đảng Cộng sản Trung Quốc khóa XV, XVI, XVII.